# Еромкина, Ирина Владимировна
Ирина Владимировна Еромкина (род. 6 мая 1979 года) — белорусская артистка балета, ведущая солистка Большого театра оперы и балета с 1997 года. Народная артистка Беларуси (2019). Лауреат национальной театральной премии (2018).

## Биография
В балет Ирина попала в 10 лет. Окончила Свислочскую среднюю школу имени Александра Червякова, затем Белорусский государственный хореографический колледж. С 1997 года работает в Национальном академическом Большом театре оперы и балета Республики Беларуси. В 2015 году окончила Белорусскую академию музыки по специальности «педагог-балетмейстер».

## Репертуар

### Большой театр оперы и балета
- Одетта-Одиллия — «Лебединое озеро»
- Никия — «Баядерка»
- Медора — «Корсар»
- Анастасия — «Анастасия»
- Фея сирени, Аврора, принцесса Флорина — «Спящая красавица»
- Джульетта — «Ромео и Джульетта»
- Жизель — «Жизель»
- Фригия — «Спартак»
- Маша и французская кукла — «Щелкунчик»
- Ева — «Сотворение мира»
- Рогнеда — «Страсти (Рогнеда)»
- Мария — «Бахчисарайский фонтан»
- Золушка — «Золушка»
- Анюта — «Анюта»
- Флер де Лис — «Эсмеральда»
- Возлюбленная — «Кармина Бурана»
- Магнолия — «Чиполлино»
- 7-й вальс, прелюд — «Шопениана»
- Девушка — «Болеро»
- Вальс — «Серенада»
- Дульцинея — «Дон Кихот»
- Анна — «Витовт»[5]
- Тамара — «Тамара»
- Айша — «Семь красавиц»
- Гризи, Черрито, Тальони — «Па-де-катр»
- Солистка — «Праздник цветов в Чинзано»
- Партия Жар-птицы — «Жар-птица»
- Мечта — «Сонеты»
- Женщина — «Орр и Ора»
- Паскуала — «Лауренсия»
- Пахита — «Пахита»
- Кармен — «Кармен-сюита»
- Байджан — «Любовь и смерть»
- Солистка — «Маленькая смерть»
- Любимая — «Маленький принц»
- Венера — «Метамарфозы»
- Сильфида — «Сильфида»
- Изольда — «Тристан и Изольда»

## Звания и награды
- 2009 — Медаль Франциска Скорины;
- 2018 — Национальная театральной премия — «Лучшая женская роль в музыкальном спектакле» за партию Байджан в балете «Любовь и смерть»[2];
- 2019 — Народная артистка Беларуси[1];
- 2022 — Премия Союзного государства в области литературы и искусства[6].

## Личная жизнь
От первого брака сын Максим. От второго брака с Олегом Еромкиным дочери Ксения и Екатерина (род. 2015). В 2017 году пара рассталась.